# Archive (film)
Archive, distribuito anche come Archive - Non mi lasciare, è un film del 2020 diretto da Gavin Rothery.
Film di fantascienza britannico sceneggiato dallo stesso regista debuttante Rothery. Nel cast figurano Theo James, Stacy Martin, Rhona Mitra, Peter Ferdinando e Toby Jones. Ambientato nel 2038, il film narra i tentativi di uno scienziato di condurre l'intelligenza artificiale un passo avanti rispetto a quella degli esseri umani, e al contempo riportare in vita la defunta moglie.
Il film avrebbe dovuto essere presentato in anteprima al South by Southwest nel marzo 2020, ma è stato cancellato a causa della pandemia di COVID-19. Ha però ricevuto una distribuzione digitale con proiezioni nelle sale cinematografiche degli Stati Uniti il 10 luglio 2020.

## Trama
Nel 2038 George Almore sta lavorando a una Intelligenza Artificiale quasi equivalente all'uomo e il suo ultimo prototipo è quasi pronto. Questa fase delicata è anche la più rischiosa in quanto George ha un obiettivo che deve essere nascosto a tutti i costi: ricongiungersi con la moglie Jules, morta in un incidente d'auto anni fa, mentre lui era alla guida. La coscienza di sua moglie è immagazzinata in un dispositivo, Archive della ditta Somnolent, che consentirà fino a 200 ore di interazione con la defunta. Il suo lavoro include anche aggiornamenti alla sicurezza di una struttura precedentemente abbandonata. Il suo lavoro è aiutato da due prototipi, J1 e J2, ai quali George attribuisce genere femminile . George riceve la visita di un team della Somnolent  che esegue un'ispezione del dispositivo Archive. Notano che il sigillo di sicurezza è rotto e minacciano azioni legali. George fa notare che si trovano nella proprietà sovrana della multinazionale per cui lavora e minaccia ripercussioni legali così il team di Somnolent abbozza e se ne va. J2 si è dimostrata piuttosto sofisticata, ma, come rivela George, ha sviluppato il cervello di una quindicenne e non potrà svilupparsi ulteriormente. J2 è a conoscenza del lavoro su un terzo prototipo ed è diventata gelosa, il che porta a comportamenti sempre più imprevedibili. Nel frattempo, l'androide J3 è pronta ed inizia a muoversi ed interagire con risposte ed emozioni completamente umani. George riceve una chiamata dalla sua coordinatrice che lo preavvisa di ulteriori guai per le sue azioni durante la visita del team dell'Archivio. George le assicura che non ha nulla di cui preoccuparsi. J2, di fronte alla consapevolezza che non sarà mai niente di più o meglio di quello che già è, si distrugge entrando in un lago. Poco dopo la coordinatrice richiama George accusandolo di aver sprecato risorse della ditta e che una squadra sta arrivando per chiudere la sua ricerca. George fa l'ultima chiamata a sua moglie tramite il dispositivo Archive e termina la chiamata dicendo "a presto". J3 ascolta questa conversazione e viene convinta da George a sovrascrivere la sua coscienza con quella di sua moglie, che poi vivrà nel suo corpo. Inizialmente arrabbiata e spaventata, accetta il suo destino e il download della memoria viene completato. A questo punto ogni segno della squadra esterna che doveva sequestrare tutto il complesso svanisce all'improvviso e tutto è calmo. Il dispositivo Archive inizia a squillare con un'altra chiamata in arrivo dalla moglie di George. J3 lo implora di non rispondere, ma lui risponde e parla con sua moglie; lei dice che non riuscirà più a parlargli in quanto il contratto Archive è arrivato alla scadenza, e gli dice addio, facendolo anche salutare da una bambina che risulta poi essere sua figlia. In un colpo di scena si scopre che è George quello che morì nell’incidente stradale, mentre sua moglie sopravvisse prendendosi cura della loro bambina nel mondo reale.